# Миленко Матерни
Миленко Матерни (Крагујевац, 16. новембар 1875 – Београд, 26. мај 1929) био је један од првих српских педијатара, оснивач и први председник Секције за дечију медицину.

## Живот и рад
Миленко Матерни рођен је 16. новембра 1875. године у Крагујевцу. Породично су се преселили из Крагујевца у Ниш, где је Миленко завршио гимназију 1894. године. Исте године након завршене гимназије, одлази у Беч на студије медицине, где је дипломирао 1900. године. По повратку са студија у Србију одслужио је војни рок у Нишу, у болничкој чети, 1900-1901. године. После тога унапређен је у чин резервног санитетског поручника. Почетком 1902. године постављен је за лекара (управника) Врањске Бање, где је провео извесно време.
Специјализацију педијатрије др Миленко Матерни обавио је од 1902. до 1904. године у Берлину и Паризу. У периоду од октобра 1902. до марта 1903. године специјализацију је обављао на Дечјој клиници у Берлину код професора др Багинског, а од марта 1903. до марта 1904. године у Hôpital des enfants malades у Паризу код професора Комбеа и Морфана.

## Први конгрес лекара и природњака Србије
У Београду 5, 6. и 7. септембра 1904. године одржан је Први конгрес лекара и природњака Србије, где је Матерни учествовао са рефератом "Дијагноза и серотерапија код дифтерије". У списку учесника конгреса он је означен као дечији лекар у Београду. Исте године објавио је књигу Мајка и одојче. Књига је у јавности изазвала велико интересовање. Приказана је у Летопису Матице српске, Бранковом колу, Српском књижевном гласнику и у другим часописима и новинама.
По завршеној специјализацији и по повратку у Србију постављен је 22. фебруара 1905. за општинског лекара у Београду и на тој дужности остаје све до мобилизације, 1912. године.

## Балкански ратови и Први светски рат
У Балканском рату је био у опсади Једрена. Његова пољска болница налазила се у Кадикеју, а Матерни је био резервни капетан 2. класе и командир II помоћне болнице Дунавске дивизије.
У Првом светском рату, као командир пољске болнице, учествовао је у биткама око Ваљева. После тога био је командир санитетског воза до 1915. године. По повлачењу с војском преко Албаније, упућен је у Француску, у Марсељ и Тулон, где је био члан комисије за преглед официра који су упућивани на Солунски фронт. Од 1916. до 1918. био је референт санитетског логора Микри код Солуна, начелник санитета Саобраћајног одељења Врховне команде у Солуну и шеф унутрашњег одељења болнице "Престолонаследник Александар“ у Солуну. После ослобођења, 1919. године налазио се на дужности шефа II унутрашњег одељења Војне болнице у Београду. Др Миленко Матерни демобилисан је 1919. године у чину резервног санитетског потпуковника.

## Дечије одељење Опште државне болнице
По завршетку Првог светског рата и после смрти др Платона Папакостопулоса (први педијатар специјалиста у Србији), Миленко Матерни остао је једини педијатар специјалиста у Србији. Указом краља Петра I од 15. новембра 1919. године Миленко Матерни је постављен за шефа Инфективног и Дечијег одељења Опште државне болнице. Поред тога што је радио на Одељењу за инфективне и дечије болести, 1921. године постављен је за лекара Енглеско – Српске болнице у Београду. Као један од најеминентнијих педијатара у Београду, Матерни је 1923. године именован за личног лекара престолонаследника Петра. Поред тога, имао је и приватну педијатријску ординацију и важио је за најискуснијег дечијег лекара у Београду, тако да је био поштован од многих београдских породица.
Највећа заслуга Матерног је оснивање Секције за дечију медицину Српског лекарског друштва 16. децембра 1925. године. Дечије одељење Опште државне болнице било је смештено у монтажној бараци. Услови за рад су били веома тешки, са мало особља и оскудном опремом. Упркос томе, захваљујући својој енергији и истрајности, успешно је организовао рад на Одељењу. Године 1928, захваљујући упорном залагању др Матерног, Дечије одељење је пресељено из бараке у лепу зграду на Врачару (касније Дечије одељење Клинике за оториноларингологију). Ово одељење са 50 дечијих кревета и пратећим службама, било је уређено по угледу на иста одељења у великим европским градовима и било је једно од најлепших одељења Опште државне болнице у Београду.
Последњих година живота здравље Матерног почело је да слаби, па је морао често да одсуствује са посла. Умро је у кругу своје породице 29. маја 1929. године у 54 години.
Миленко Матерни је био активан члан Српског лекарског друштва, оснивач и председник Секције за дечију медицину, аутор књиге Мајка и одојче, прве књиге о нези одојчета код нас, аутор бројних стручних радова и популарних текстова у часописима Српски архив и Здравље.
За заслуге у ратовима и послератном периоду одликован је више пута: Краљевски орденом Светог Саве 4. реда, Краљевски орденом Светог Саве 3 реда, Албанском споменицом, Крстом милосрђа, златна медаље за ревносну службу, сребрна медаље за ревносну службу (2 пута).

## Одликовања
- Краљевски орден Светог Саве 3. реда
- Краљевски орден Светог Саве 4. реда
- Албанском споменицом
- Крстом милосрђа
- Златна медаља за ревносну службу
- Сребрна медаља за ревносну службу (2 пута)